# ミキストリ (漫画)
『ミキストリ -太陽の死神-』（ミキストリ たいようのしにがみ）は、巻来功士による漫画作品。
当時月刊誌であった『スーパージャンプ』1990年7月号に最初のエピソードが掲載され、1995年NO.24号で完結した。単行本はジャンプコミックスデラックスから全13巻が刊行されている。
『週刊コミックバンチ』2009年47号より2010年38号にかけて、続編『ミキストリII -太陽の死神-』が連載された。
本項では両作品を解説するにあたり、本文中で『ミキストリ -太陽の死神-』を『I』、『ミキストリII -太陽の死神-』を『II』と記述するものとする。

## あらすじ
ミキストリ -太陽の死神-
アステカ文明を研究するためにメキシコを訪れていた江島陽介と彼の妻の恵子はティオティワカンの遺跡を目指すが、乗車中のバスがマストアントニオの率いる麻薬組織に襲撃される。その結果、陽介は全身火傷で瀕死となったうえ、最愛の恵子をその美貌を見初めたマストアントニオによって連れ去られてしまう。
それから3年後。名医のフランク・ジェームソンによる治療のために火傷の痕に移植されたアステカ文明の神官の皮膚から、神官が有していた「人体を切開せずに素手で心臓を抜き取る」という異能をも受け継いでいた陽介は、ミキストリ（死神）と呼ばれるSS（スーパースター）級の暗殺者となっており、その仕事によって得る多額の報酬で大勢の探偵を雇って恵子を捜し求め続けていたが、ある依頼によってついに恵子やマストアントニオと再び巡り会う。
依頼の完遂と同時に復讐も果たすものの、マストアントニオのもとで脳改造を施されて人間兵器と化していた恵子を救うため、あえて彼女を脳死状態に置くことを選んだ陽介は、今度はフランク・ジェームソン記念病院（以降、「FJ病院」）で眠り続ける恵子を治療するため、そのまま暗く孤独な暗殺者の道を歩む。
ミキストリII -太陽の死神-
『I』の終盤で奇跡的に目覚めた恵子と入れ替わるようにFJ病院で眠りに就いた陽介は数年後の現在、自らも奇跡的な目覚めを遂げていた。しかし、恵子や彼女との間に誕生していた息子の光とのささやかな幸せを得たとはいえ、SS級の暗殺者である陽介に平穏な生活は叶わない。また、妻子にも危険が及ぶことは明白であるため、陽介は雪氷に囲まれたロシアの奥地へ建てた屈強な自宅へ彼女たちを住まわせ、多額の報酬をロシア政府や私兵に支払ってそこを守らせながら、再び暗殺者の道を歩む。

## 作品解説

### 職業意識
特殊な殺害方法ゆえに自分の仕業とすぐ知れるという認識にもかかわらず、ミキストリは自分の殺人行為を目撃されても、その者の口を封じることにはこの上なく熱意が無い。それどころか、たまたま現場に居合わせて巻き込まれた人間を身を挺して庇ったりもする。

### 「神」（ウイルス）
本作の特徴に、「仏陀やイエス・キリストなどは皆、地球外から隕石などと共に飛来した特異な（それぞれタイプの異なる）ウイルスに感染したことにより、身体に何らかの変化が起こって超常能力を発揮できるようになった」としている点がある。無論、ミキストリこと陽介にも該当する。
そういった特異なウイルスは、作中の台詞では鉤括弧付きで「神」（こう書いて、振り仮名は「ウイルス」）と表記されるが、陽介はアステカの神官の皮膚を移植されたことで神官の持っていた（＝保菌していた）「太陽神の「神」」を得た（＝感染した）わけである。なお、ダニーは陽介との事件中、彼への殺人依頼の標的だった生物学者ロキ・スチュアートの手で生物を10倍ほどに巨大化させる巨人（トロル）という「神」に陽介共々感染させられるが、体内へ入った量が少なかったことが幸いして巨大化は免れ、ごく弱い予知能力と「神」を持つ者同士の精神感応能力を得たに留まった。なお、巨人の「神」に感染して巨大化の症状に見舞われた人間が、ダニーと同じような予知能力を有するかは不明。
基本的には「世界各地の伝承の神も魔物も、全てはこの「神」によるもの」であるが、それでも「霊魂」「地獄」「あの世」といった一般的なオカルトの範疇に含まれるものは、個別に存在するという設定である模様。

### 物語
男女愛や家族愛と形は様々であるが、基本的には愛情に関するエピソードが多い。そうでない場合もあるが、大抵は主人公と様々な神話に登場する魔物や神との対決を描く構図になる。「主人公は世界各地の神話に詳しい元考古学者であり、彼の友人は怪奇小説家」という設定のおかげで、この手の作品に多い「登場人物の異常なまでの知識の豊富さ」が、本作では比較的自然なものとなっている。

## 主な登場人物

### 『I』と『II』の両方に登場
江島 陽介（えじま ようすけ）
主人公。かつては考古学者だったが、妻の恵子と共に乗っていたバスをマストアントニオに襲撃されたことから、人生が一変。400年前に滅んだはずのアステカ文明の神官の皮膚を移植されたことで彼の異能をも受け継ぎ、ミキストリと呼ばれる殺し屋となった。その異能は心臓などの肉体の器官を抜き取るだけでなく、霊的なものに対しても心臓部分と呼ぶべき存在を維持するための中枢を抜き取り、滅することが可能である。また、抜き取った心臓を身体に戻して蘇生させることも可能であるが、戻すまでの間は心拍停止状態なのでタイムリミットはほんの数分であり、それを過ぎてから戻しても死体が甦るということはない。
なお、神官から移植された皮膚にはイレズミがあり、両手の甲には死神ミキストリ、背中には太陽神ケツァルコアトルやそれを守る四柱の神々が描かれている。
『I』の単行本第12巻に収録の『黄泉よりの使者』に登場する警官や後述のテリーナの台詞によれば、悪人を標的とした仕事しか引き受けたことがない模様。
江島 恵子（えじま けいこ）
陽介の妻。旧姓は柳町。夫の陽介と同じく考古学者だった。マストアントニオに誘拐され、無理矢理愛人にされて自殺未遂を繰り返した果てに死亡状態にまで陥るが、彼はなおも執着を捨てずに組織で研究中だった眼力念殺人間（キラーサイコアイマー）3号として恵子の脳に手を加え、自由意思を奪った形で彼女を蘇生させた。
『II』では、息子の光と共にロシアの自宅で暮らしている。
フランク・ジェームソン
ニューヨークにあるFJ病院の院長。出番は多くないが、陽介にアステカの神官の皮膚を移植した人物であり、その縁から脳死状態の恵子のことも診続けるなど、真摯な重要人物。
FJ病院には陽介から1千万ドル以上の寄付が送られているため、貧しい人々は無料で治療を受けられる。
ダニー・エルフマン
アメリカ人の怪奇小説家。元教師で、離婚した妻の家には幼い愛娘が1人いる。ミキストリとしての陽介に関わったことをきっかけに「神」を微量ながら宿す身体となり、彼の「友人」となる。そのため、陽介に次いで死の危険には何度も見舞われていく。
スピンオフ作品『Magic Paradise』では主人公を務める。詳細は#関連作品を参照。
江島 光（えじま ひかる）
陽介と恵子の間に生まれた息子。実際に登場するのは『II』からであるが、両親が特異的な存在であるゆえに光自身も『I』の終盤で恵子の胎内へ宿った時点で自我を有して会話するなど早くから特異的な力を発揮するため、こちらへ記述する。
『II』では、恵子と共にロシアの自宅で暮らしている。

### 『I』にのみ登場
テリーナ・ヤーセン
デンマーク人の小学校教師（登場時）。過去の体験から頑なに男女の愛を否定するようになっていたが、陽介と出会って幾度も顔を合わせる内に彼を愛するようになる。
太陽神の力を宿した陽介と同じくヴァルキューレの力を宿しているが、その力を発揮する時は同じ巻来功士の作品である『ゴッドサイダー』の登場人物らに似て、光の中から金色の兜や手甲、それに槍といった武装を具現化させる（ただし、その際に着ていた服は全て弾け飛んでしまう上、現れる防具は何故かほとんど下着のような露出度の高い形状である）。
シパクトナル
神話上のアステカ民族最初の女性。ティオティワカン遺跡でウシュムコと共に石棺で眠っていたが、テスカトリポカの手で魂をディナ・リャンという女性の肉体へ移され、現代に甦った。ディナはバージニア州シンプソン大学考古学部の学生。ディナ本来の魂がどうなったかは不明であるが、言動によれば身体を支配する人格は、ほぼ完全にシパクトナルのものである模様。
『I』の連載が終盤に入った頃、ほぼテリーナと入れ替わりで登場する。なお、戦闘の際の姿はテリーナ以上に露出度が高い。
ウシュムコ
神話上のアステカ民族最初の男性。シパクトナルと同じく、テスカトリポカの手で魂をキット・オーケンという大学生の肉体へ移され、現代に甦った。キット本来の魂がどうなったかは不明であるが、ウシュムコの人格や記憶に加え、キットとしての記憶や知識が（シパクトナルの場合よりは）残っているようである。
柳町 季弘（やなぎまち すえひろ）
恵子の父親。日本最大の電気メーカーの会長を務めている。懐の大きい人物であり、一人娘の恵子が一介の貧乏学者に過ぎない陽介に嫁ぐことを快く認めた。
ちなみに、『I』の単行本第13巻に収録の『鞍馬山の深奥』では隣に妻と思われる和服の女性が存在しているが、こちらは作中では名前が出てこずに登場するのも数コマだけで、いつの間にか最初からいなかったかのようになってしまっていた。

## 関連作品
Magic Paradise
『I』と『II』の登場人物であるダニー・エルフマンを主人公としたスピンオフ作品・短編集。各話は小説家として大成したダニーが、老人となった現在から自分の体験を回想するという形で描かれる。『I』と『II』がアクション漫画であるのに対して、Magic Paradiseはホラー漫画であり、作品としての怪奇現象の扱い方も全く異なっている。また劇中には、ダニーや彼の妻子（元妻と再婚している）を除いて『I』と『II』の登場人物は登場しない。しかしながら3作品に登場するダニーは同一人物という扱いになっており、パラレルワールドやスターシステムではなく、同じ世界での話となっている。